# Wołosianka-Zakarpatśka
Wołosianka-Zakarpatśka (ukr. Волосянка-Закарпатська, cz. Volosianka) – stacja kolejowa w miejscowości Wołosianka, w rejonie użhorodzkim, w obwodzie zakarpackim, na Ukrainie. Położona jest na linii Sambor – Czop.

## Historia
Stacja istniała przed II wojną światową. W okresie przynależności tych terenów do Czechosłowacji nosiła nazwę Volosianka.